# Macledium auriculatum
Macledium auriculatum là một loài thực vật có hoa trong họ Cúc. Loài này được (Hutch. & B.L.Burtt) S.Ortiz mô tả khoa học đầu tiên năm 2001.